# 高柳彰夫
高柳 彰夫（たかやなぎ あきお、1961年 - ）は、日本の国際関係論学者、フェリス女学院大学教授。

## 人物・来歴
東京都生まれ。1985年一橋大学法学部卒、91年同大学院法学研究科国際関係論博士後期課程単位取得、2015年「グローバル市民社会と援助効果 CSO/NGOのアドボカシーと規範づくり」で法学博士。NGO 活動推進センター（現：国際協力 NGO センター＝ JANIC）パートタイム・スタッフ、1993年北九州大学外国語学部国際関係学科専任講師、95年北九州市立大学（校名変更）助教授、2002年フェリス女学院大学国際交流学部教授。

## 著書
- 『カナダのNGO 政府との「創造的緊張」をめざして』明石書店, 2001.3
- 『めざすは貧困なき世界 政府と市民の国際開発協力』 (Ferris books）フェリス女学院大学, 2011.12
- 『グローバル市民社会と援助効果 CSO/NGOのアドボカシーと規範づくり』法律文化社, 2014.7

### 共編著
- 『私たちの平和をつくる 環境・開発・人権・ジェンダー』 (グローバル時代の平和学 第4巻) ロニー・アレキサンダー共編. 法律文化社, 2004.7
- 『グローバル問題とNGO・市民社会』馬橋憲男共編著. 明石書店, 2007.9
- 『SDGsを学ぶ 国際開発・国際協力入門』大橋正明共編. 法律文化社, 2018.12

## 論文
- <高柳彰夫